# 豪梅瑟河

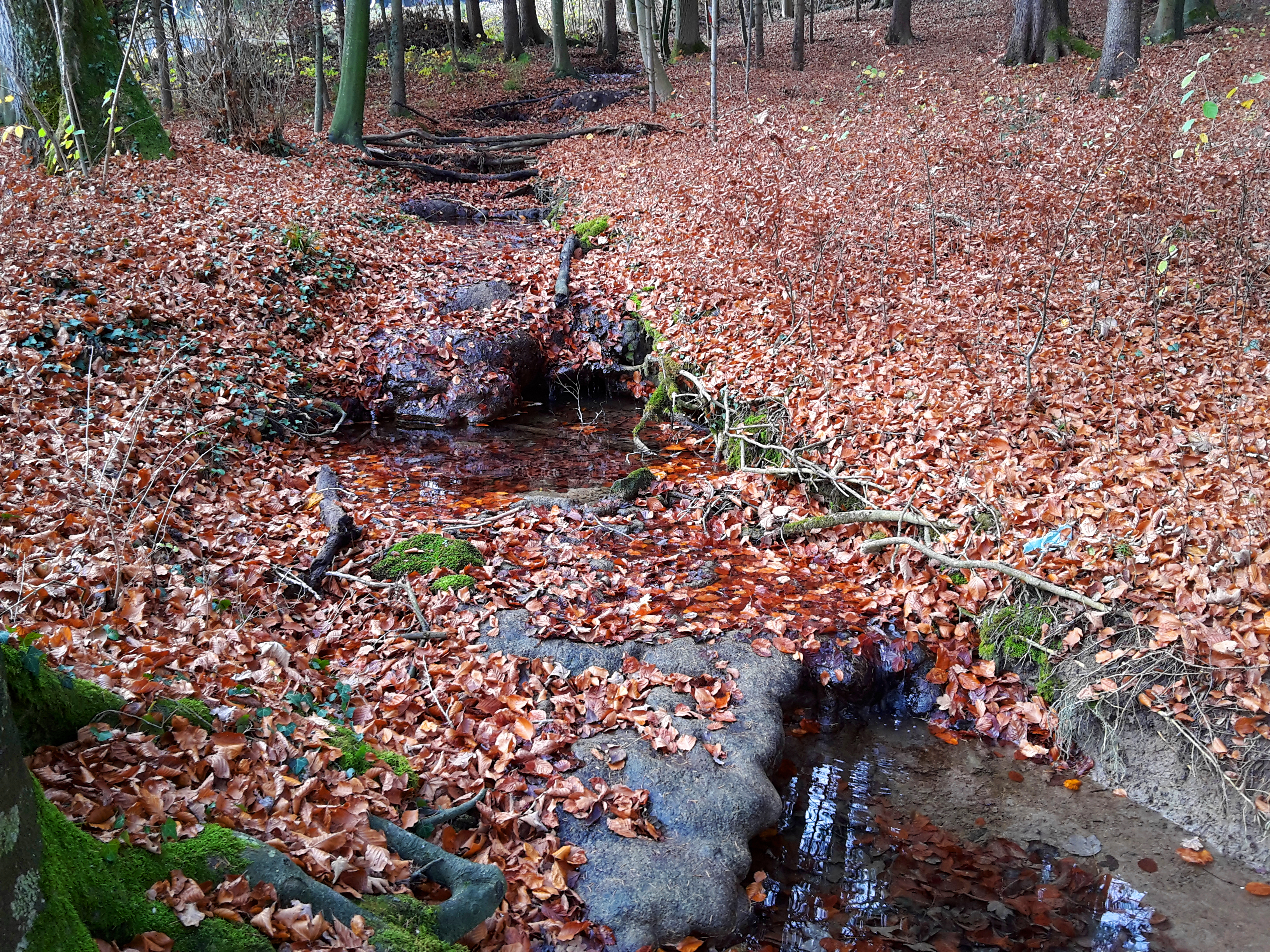

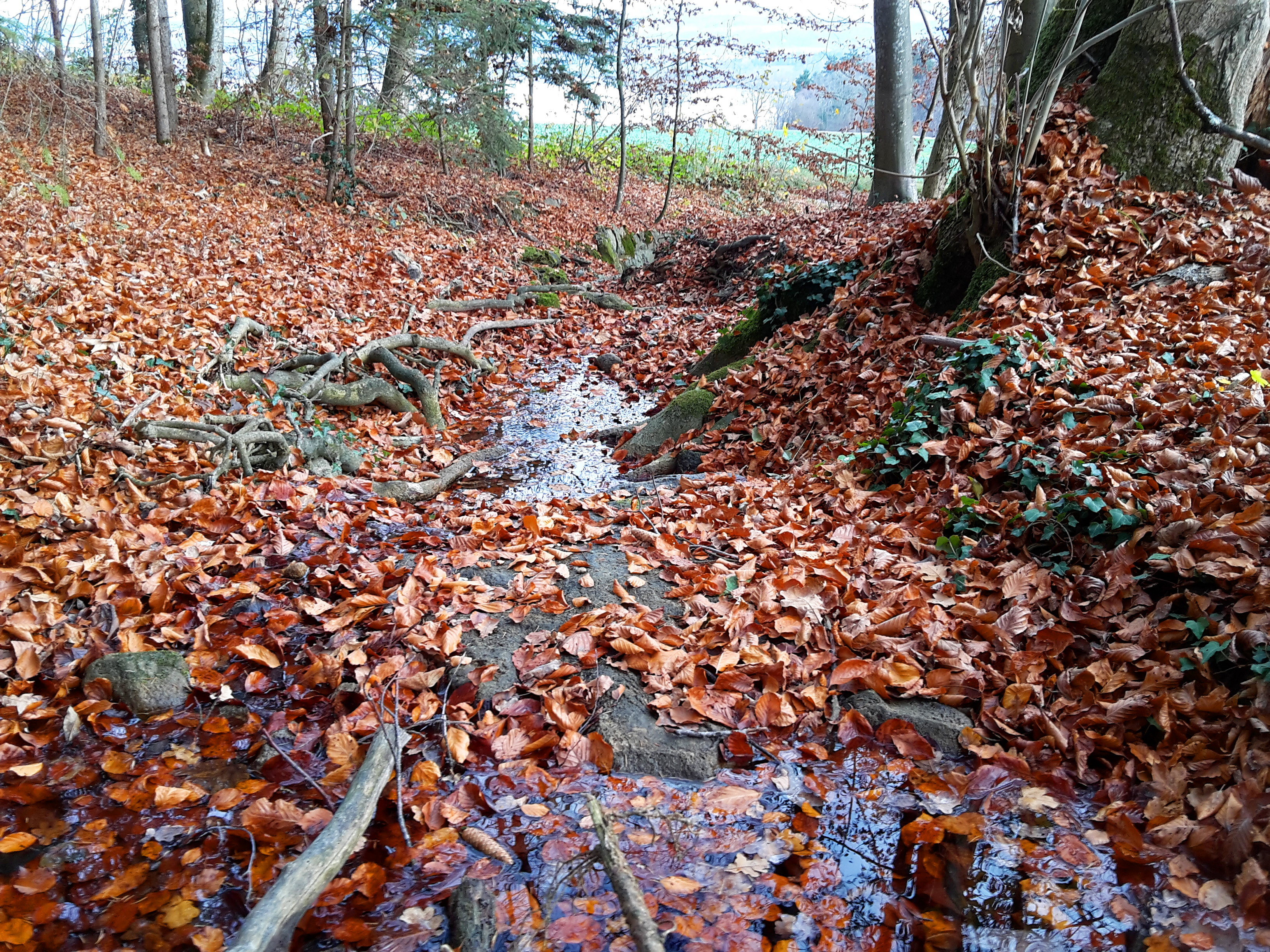

47°20′15″N 8°40′04″E / 47.33745°N 8.66773°E
豪梅瑟河（德語：Haumesserbach）是瑞士的河流，位於該國北部，流經蘇黎世州，屬於多夫河的左支流，河道全長1.7公里，河畔城鎮有毛爾。